# اله‌سایی
اله‌سایی یک منطقهٔ مسکونی در افغانستان است که در ولایت کاپیسا واقع شده‌است.